# Usku
L'usku (ou afra) est une langue papoue parlée en Indonésie, dans la province de Papouasie.

## Sociolinguistique
bien que parlé par un groupe d'environ 115 personnes, l'usku est transmis aux jeunes générations, et n'est pas actuellement une langue menacée. Mais les jeunes sont bilingues en indonésien, ce qui pourrait mettre la langue en danger dans le futur.

## Classification
Voorhoeve (1971) présente l'usku comme une langue non classée, avant, en 1975, de l'inclure dans la famille trans-nouvelle-guinée, sans présenter de preuves de ce rapprochement. Hammarström considère l'usku comme étant une langue isolée.

## Sources
- (en) Harald Hammarström, 2010, The status of the least documented language families in the world, Language Documentation & Conservation 4, pp. 177-212, University of Hawai’i Press.